# Madieer
Madieer (xinès simplificat: 马迭尔, pinyin: Mǎdiéěr, literalment 'Modern') és una marca de gelats xinesa, originària de la ciutat de Harbin. Fou creada per Joseph Kaspé, creador també de l'Hotel Modern a la mateixa ciutat.
El gelat Madieer es crea el 1906, esdevenint un símbol de la ciutat de Harbin. Té diverses botigues a la seua ciutat d'origen, així com a d'altres ciutats xineses, com Beijing. El preu d'un gelat de pal és de 5 yuans per al sabor bàsic, i 10 ó 15 per a sabors més sofisticats.